# Cloche de l'église du Pin (Charente-Maritime)
La cloche de l'église Saint-Martin du Pin, une commune du département de la Charente-Maritime dans la région Nouvelle-Aquitaine en France, est une cloche de bronze datant de 1770. Elle a été classée monument historique au titre d'objet le 5 décembre 1908. 
La cloche est fondue par Jean-Baptiste Rigueur.
Inscription : « MON PARRAIN A ESTE MESSIRE ANDRE ANNE MARIE DE FERRO CRUSSOL D'UZES COMTE DE MONTAUSIERS COLONEL LIEUTENANT DU REGIMENT DORLEANS DE L'ORDRE MILITAIRE ET ROYAL DE SAINT LOUIS MA MARRAINE DAME HENRIETTE LEFEVRE DORMESSON MI MONIOU CURE E COTREAUX FABRIQUEUR 1770 I BAPTISTE RIGUEUR MA FAIT ».